# Мећава
Мећава је појава при којој се снег подиже изнад тла ношен ветром, тако да долази до смањења вертикалне видиљивости. Мећаве су честе за време зимског периода у умереним ширинама, а у поларним областима су свакодневна појава, нарочито у унутрашњости Антарктика, где ветрови дувају брзином већом и од 200 km/h.